# Osaczona (film 1987)
Osaczona – amerykański film fabularny z 1987 roku w reżyserii Ridleya Scotta. Zdjęcia do zrealizowano w Nowym Jorku i Long Beach.

## Fabuła
Detektyw Mike Keegan, wzorowy mąż i ojciec, dostaje nakaz ochrony Claire Gregory, która jest świadkiem w sprawie o zabójstwo. Piękna i bogata kobieta staje się obiektem fascynacji detektywa. Sytuacja okazuje się być podbramkową, gdyż znajomość z Claire może zniszczyć harmonię związku małżeńskiego Mike’a i zaburzyć poukładane życie detektywa.

## Obsada
- Tom Berenger – detektyw Mike Keegan
- Mimi Rogers –  Claire Gregory
- Lorraine Bracco – Ellie Keegan
- Jerry Orbach – Porucznik Garber
- John Rubinstein – Neil Steinhart
- Andreas Katsulas – Joey Venza
- Mark Moses – Win Hockings

## Nagrody i nominacje
Amerykańskie Stowarzyszenie Operatorów Filmowych 1988:
- nominacja: Najlepsze zdjęcia do filmu fabularnego (Steven Poster)